# Aristotelia mirabilis
Aristotelia mirabilis — вид лускокрилих комах з родини виїмчастокрилі молі (Gelechiidae).

## Поширення
Вид поширений в Європі. Зафіксований в Португалії, Іспанії, Україні, Росії і Туреччині. 
В Україні вперше спостерігався у 2009 році (Bidzilya & Budashkin, 2009: 16), при чому було виявлено зразу два локалітети: на півночі Криму та у Запорізькій області.

## Спосіб життя
Монофаг. Живиться на рослині Frankenia laevis (родина Frankeniaceae).